# Parlament Australii Zachodniej
Parlament Australii Zachodniej (Parliament of Western Australia) jest głównym organem władzy ustawodawczej w stanie Australia Zachodnia. Choć pierwsze kolegialne ciało doradcze przy gubernatorze powstało już w 1832, parlament działa od 1890, kiedy to ta ówczesna kolonia brytyjska uzyskała autonomię.
Parlament ma charakter bikameralny i składa się ze Zgromadzenia Ustawodawczego oraz Rady Ustawodawczej. Zgromadzenie wybierane jest w jednomandatowych okręgach wyborczych przy zastosowaniu ordynacji preferencyjnej i liczy 59 członków. Z kolei Rada pochodzi z wyborów w okręgach wielomandatowych, zaś ordynacja wyborcza oparta jest na metodzie pojedynczego głosu przechodniego. Składa się z 36 członków. Obie izby wybierane są na cztery lata.
Zwyczajowo przywódca partii lub koalicji posiadającej większość w Zgromadzeniu staje się premierem stanu. W obecnej kadencji (2008-2012) żadna partia nie ma wyraźnej większości. Liberalna Partia Australii utworzyła rząd mniejszościowy pod wodzą Colina Barnetta, wspierany w parlamencie przez deputowanych Narodowej Partii Australii i niezrzeszonych.
Siedzibą obu izb jest Gmach Parlamentu (Parliament House) w Perth.